# Medinilla panayensis
Medinilla panayensis är en tvåhjärtbladig växtart som beskrevs av Elmer Drew Merrill. Medinilla panayensis ingår i släktet Medinilla och familjen Melastomataceae. Inga underarter finns listade i Catalogue of Life.